# Demetrias (geslacht)
Demetrias is een geslacht van kevers uit de familie van de loopkevers (Carabidae). De wetenschappelijke naam van het geslacht is voor het eerst geldig gepubliceerd in 1810 door Bonelli.

## Soorten
Het geslacht Demetrias omvat de volgende soorten:
- Demetrias amurensis Motschulsky, 1860
- Demetrias atricapillus (Linne, 1758)
- Demetrias imperialis Germar, 1824
- Demetrias longicollis Chaudoir, 1877
- Demetrias longicornis Chaudoir, 1846
- Demetrias marginicollis Bates, 1883
- Demetrias monostigma Samouelle, 1819
- Demetrias muchei Jedlicka, 1967
- Demetrias nigricornis Chaudoir, 1877